# Luis Bonnat
Luis Bonnat (Darregueira, provincia de Buenos Aires, 25 de julio de 1917 – Bahía Blanca, 17 de septiembre de 1966), cuyo nombre completo era Luis Adolfo Bonnat y apodado Palito, fue un bandoneonista, compositor, arreglista y director de orquesta argentino dedicado al género del tango.

## Actividad profesional
Con sus padres Luis Bonnat e Irene Abadie, que eran franceses, fue a vivir en 1923 a la ciudad de Bahía Blanca, donde estudió música con el profesor Olivo Parcaroli. A los 16 años se incorporó a la orquesta de Eberardo Nadalini, donde también estaba Armando Lacava e hizo en ella presentaciones en bailes realizados en clubes y salones así como en la emisora local LU7 Radio San Martín. Abel Palermo dice que en 1935, integró en Buenos Aires un trío de bandoneones junto a Manuel Daponte y Enrique Alessio en tanto que José Valle escribe que fue en 1937 que viajó a Buenos Aires con Lacava y al contrabajista Elvio Olivero . Después de un tiempo consiguen incorporarse como trío estable al elenco de LS5 Radio Rivadavia en la cual además acompañaban musicalmente a los cantores de la emisora. En 1941 Antonio Rodio formó su propia orquesta, para la que convocó a Luis Bonnat así como a Héctor Stamponi, Carlos Parodi, Antonio Ríos, Ernesto Rossi, Mario Demarco, Eduardo Rovira, Tomás Cervo, Juan José Fantín, Máximo Mori, Jaime Gosis y los cantantes Alberto Serna y Mario Corrales (luego rebautizado Mario Pomar). Con este conjunto debutó en Radio Splendid y actuó en el Café El Nacional, el café Germinal y en otros locales nocturnos de la calle Corrientes; la orquesta ocupó durante los carnavales el octavo lugar entre las orquestas más solicitadas y mejor pagadas y entre 1943 y 1944 grabaron dieciséis temas para el sello Odeón.
Más adelante pasó por las orquestas de Osmar Maderna, de Orlando Goñi en 1944, de Osvaldo Pugliese, de Mariano Mores, de Alfredo Gobbi, de la que acompañó a Roberto Rufino cuando se independizó y, finalmente, en la de Enrique Alessio.
De vuelta en Bahía Blanca formó en 1946 su propia orquesta y luego un cuarteto, manteniendo simultáneamente ambos conjuntos. Alberto Randal, nacido en la localidad cercana de Ingeniero White, que más adelante adoptó el nombre artístico de Alberto Achával ingresó a la orquesta como violinista, hasta que en 1956, ante la ausencia de uno de los cantores, se animó a reemplazarlo y, a partir de entonces, fue dejando paulatinamente el violín para dedicarse a la canción. Entre sus otros cantores estuvo Carlos Del Mar. Bonnat actuó con su orquesta por LU3 Radio Splendid  y LU2 Radio Bahía Blanca, ambas de esta ciudad, fue director de orquesta en el cabaret El Tronío, de calle Soler y en la Universidad Nacional del Sur, en 1964.
Falleció en Bahía Blanca el 17 de septiembre de 1966.

## Labor como compositor
Entre las obras se recuerdan los tangos Tu capricho; Qué importa nuestro amor (1959), con Américo Braschi; Trasnochada, con Héctor Mazza y Don Saturnino; otras obras suyas fueron Cuadro otoñal, A los bahienses y Milonga carioca, las tres en colaboración en la letra y la música con Ricardo Alday. Dejó registrado en el disco los tangos Arrabal de José Pascual y Gloria de Humberto Canaro con letra de Armando Tagini.

## Valoración
Luis Adolfo Sierra opinó de Palito Bonnat:

«Un excelente bandoneonista de los años cuarenta…un artista serio y responsable, un bandoneonista de la más pura escuela decariana, un hombre que dio al tango lo mejor de sí»

Era conocido por andar siempre muy bien vestido, con buenos trajes y personas que lo trataron, lo caracterizaron como una persona excelente, un tipo derecho, un señor fuera de serie. El pianista y compositor Lucio Passarelli le dedicó su obra Al amigo ausente, el bandoneonista Hugo Marozzi con Sadoc Lameiro lo mencionan en el tango Bahía Blanca antigua diciendo «Bonnat desde el cielo nos mira / llevando una estrella como bandoneón» y una calle de Bahía Blanca lleva su nombre.